# Bor u Skutče
Bor u Skutče là một làng thuộc huyện Chrudim, vùng Pardubický, Cộng hòa Séc.